# Кастелветро Пиачентино
Кастелвѐтро Пиачентѝно (на италиански: Castelvetro Piacentino, на местен диалект Castelvèdar, Кастелведар) е градче и община в северна Италия, провинция Пиаченца, регион Емилия-Романя. Разположено е на 39 m надморска височина. Населението на общината е 5581 души (към 2010 г.).